# Dame de cœur
Pour les articles homonymes, voir Dame de cœur (homonymie).
La dame de cœur (ou reine de cœur) est une carte à jouer.

## Caractéristiques
La dame de cœur fait partie des jeux de cartes utilisant les enseignes françaises. En France, on le retrouve dans les jeux de 32 cartes, de 52 cartes et de tarot. Une Dame et un Cœur, il s'agit d'une figure.
Son rang habituel est situé entre le valet de cœur (le cavalier de cœur au tarot) et le roi de cœur.
Dans le jeu du kilo de merde, le détenteur de la dame de cœur commence le jeu ; il est annoncé « Dame de cœur ! À vous l'honneur ! Dame de pique, à vous la suite ! ».
Dans les enseignes latines, son équivalent est le cavalier de coupe ; dans les enseignes allemandes, il s'agit de l'Ober de cœur (Herzober) ; dans les enseignes suisses, il s'agit de l'Ober de rose (Rosenober).

## Représentations
Comme les autres figures, la dame de cœur représente un personnage, typiquement une femme en costume associé à l'Europe des XVIe et XVIIe siècles et portant une couronne. Les représentations régionales de la dame de cœur, si elles sont relativement similaires, diffèrent néanmoins significativement sur les détails.
Dans les cartes vendues en France, la dame de cœur est une femme aux cheveux blancs descendant sur la nuque. Son visage est légèrement tourné vers la gauche de la carte. Ses habits sont rouges et bleus et elle est coiffée d'un voile bleu. Elle tient une rose dans sa main droite. Les figures des cartes françaises sont à portrait double, symétriques par rapport à la diagonale, et la dame de cœur suit cette représentation. 
Dans les cartes anglaises, souvent utilisées au poker, le visage de la dame de cœur est également tourné vers la gauche. Ses habits sont rouges, jaunes et noirs. Elle tient une fleur dans sa main gauche.
Les cartes allemandes ressemblent aux cartes anglaises, mais le visage de la dame de cœur est plutôt tourné vers la droite de la carte.
Les cartes italiennes faisant usage des enseignes françaises représentent la dame de cœur de diverses façons. Dans les jeux génois et piémontais, elle ressemble fortement au portrait français. Le jeu lombard la représente le visage légèrement tourné vers la droite et un peu penché, tenant un sceptre dans sa main gauche. En Toscane, elle est représentée en pied avec une robe rouge, blanche et jaune ; ses mains sont gantées de blanc ; sa main droite tient un papier.
Si la variante indique la valeur des cartes dans les coins, celle de la dame de cœur est reprise en rouge par l'initiale du mot dans la langue correspondante (« D » pour « dame » en français et « Dame en allemand, « Q » pour « queen » en anglais, « Д » pour « дама » en russe, etc.).
De façon unique, chacune des figures des cartes françaises portent un nom, inscrit dans un coin, dont l'origine et la signification sont incertaines,. La dame de cœur est appelée « Judith », probable référence à l'héroïne biblique Judith, ou peut-être à Judith de Bavière.

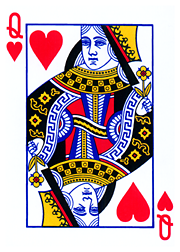
Dame de cœur, portrait anglais, jeu de poker.
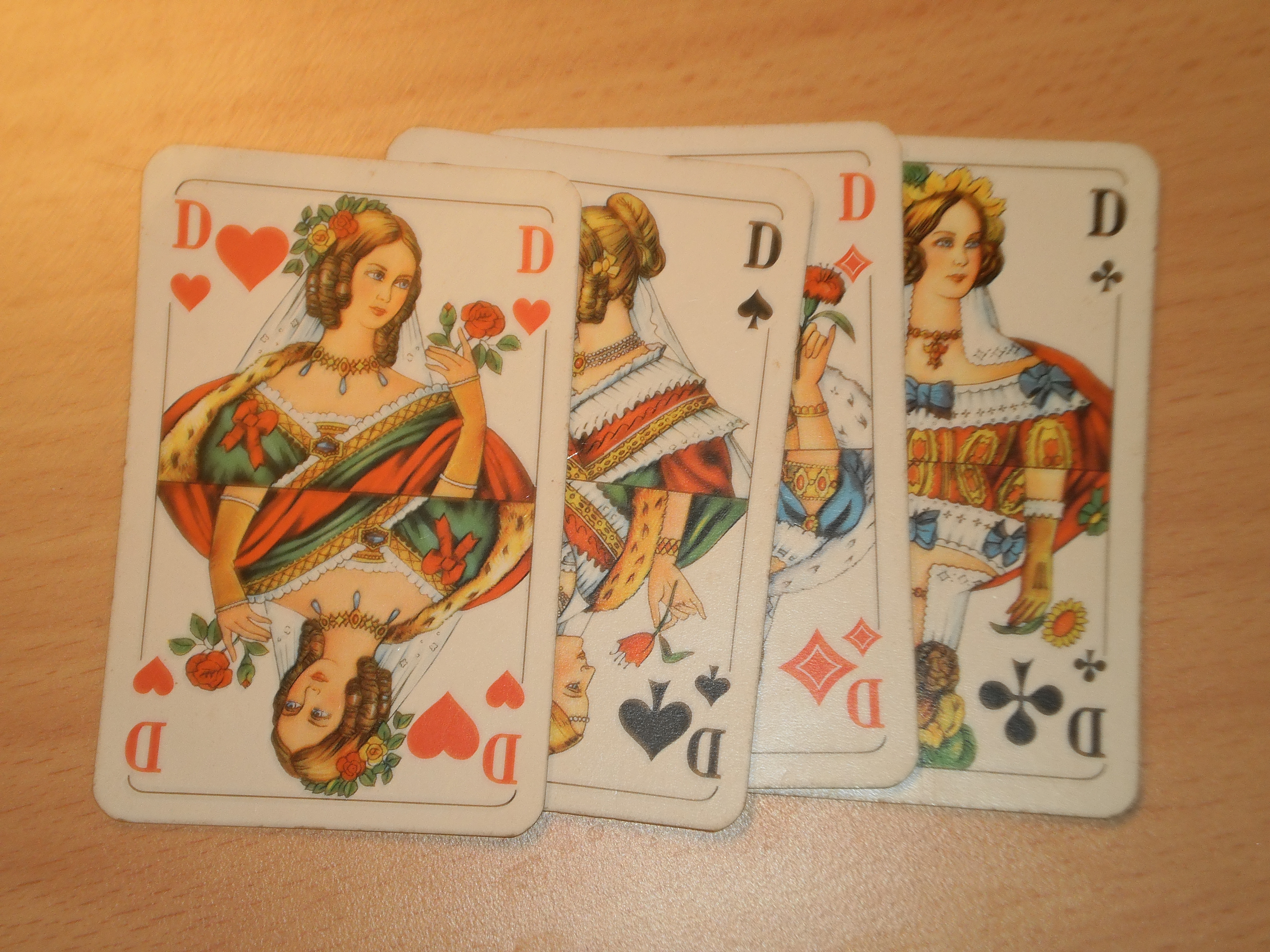
Quatre dames, portrait allemand, jeu de skat.
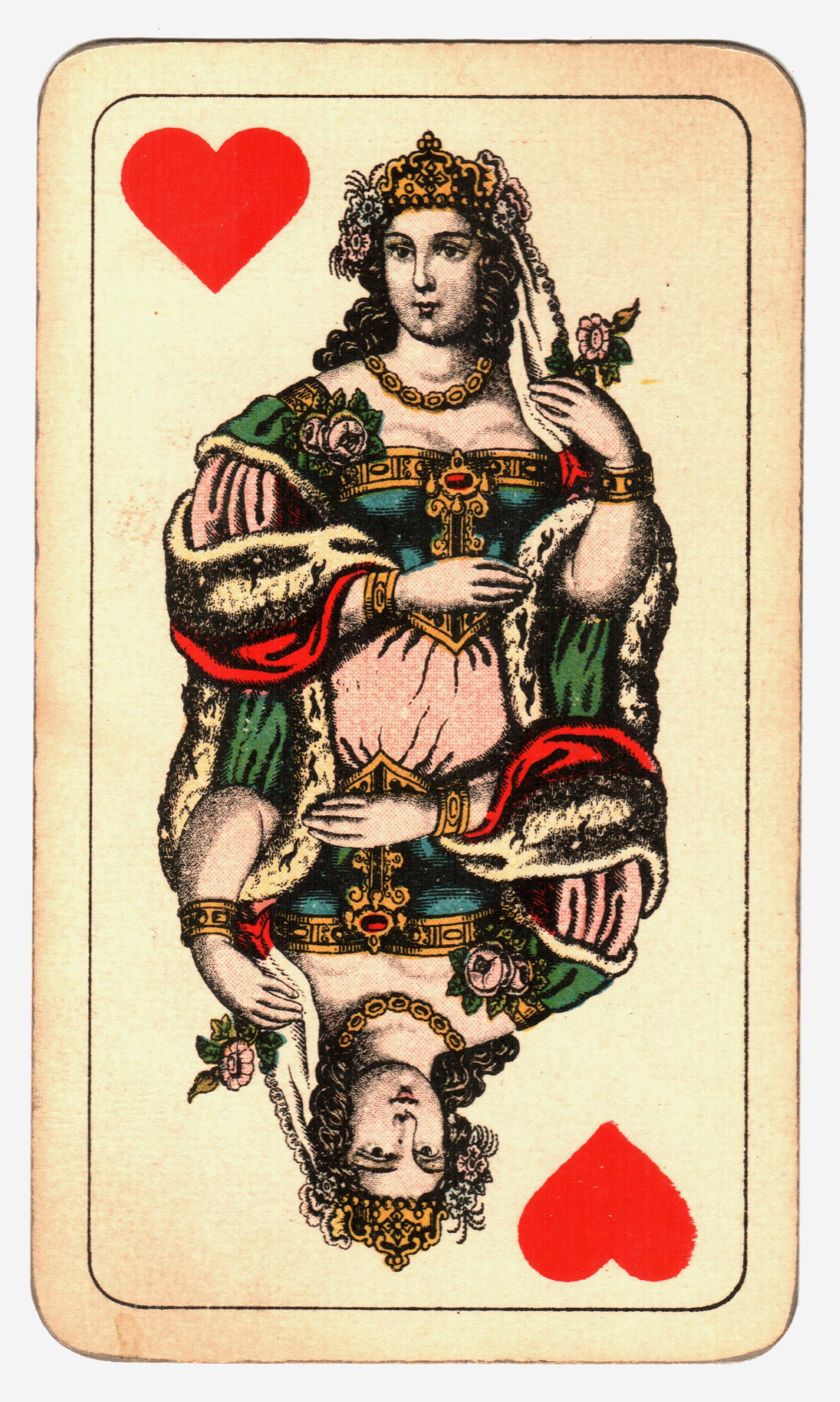
Dame de cœur, Hongrie.
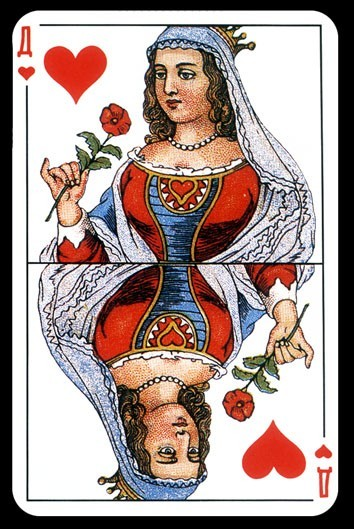
Dame de cœur, portrait russe.

## Historique
Les premières cartes à jouer éditées en Europe ne comportent aucune des enseignes rencontrées dans les jeux français contemporains. Les enseignes latines (bâtons, deniers, épées et coupes) sont probablement adaptées des jeux de cartes provenant du monde musulman,. Les enseignes françaises sont introduites par les cartiers français à la fin du XVe siècle, probablement par adaptation des enseignes germaniques (glands, grelots, feuilles et cœur). Les enseignes françaises procèdent d'une simplification des enseignes précédentes, permettant une reproduction plus aisée (et donc un moindre coût de fabrication). L'enseigne de cœur est reprise des enseignes germaniques, mais fortement simplifiée. Les cœurs français dériveraient ainsi des coupes latines.
Les figures des premiers jeux de cartes européens sont le roi, le cavalier et le valet ou fantassin (« fante » en italien). La plupart des jeux régionaux conservent cette distinction entre cavalier et valet (les jeux allemands les désignent comme valet supérieur, Ober, et valet inférieur, Unter). Les jeux français remplacent le cavalier par la dame mais conservent le valet.
En France, sous la Terreur (1793-1794), les dames sont remplacées par des vertus ou des libertés nouvelles. La carte correspondant à la dame de cœur personnifie ainsi la fraternité et la liberté de religion.

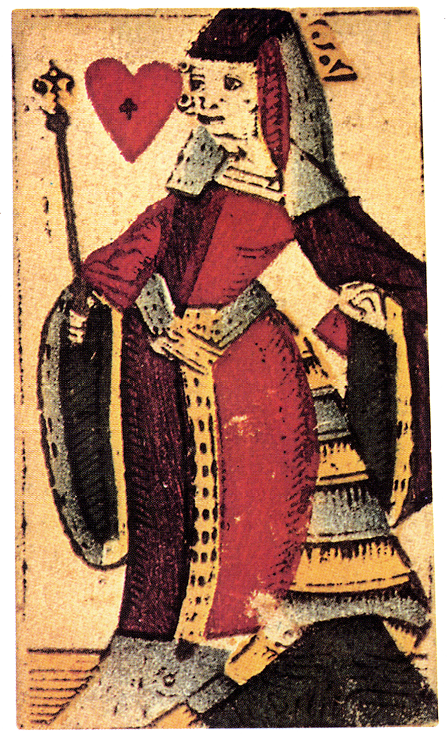
Dame de cœur d'un jeu au portrait d'Allemagne, produit par le cartier Claude Valentin, actif à Lyon entre 1650 et 1676[6].
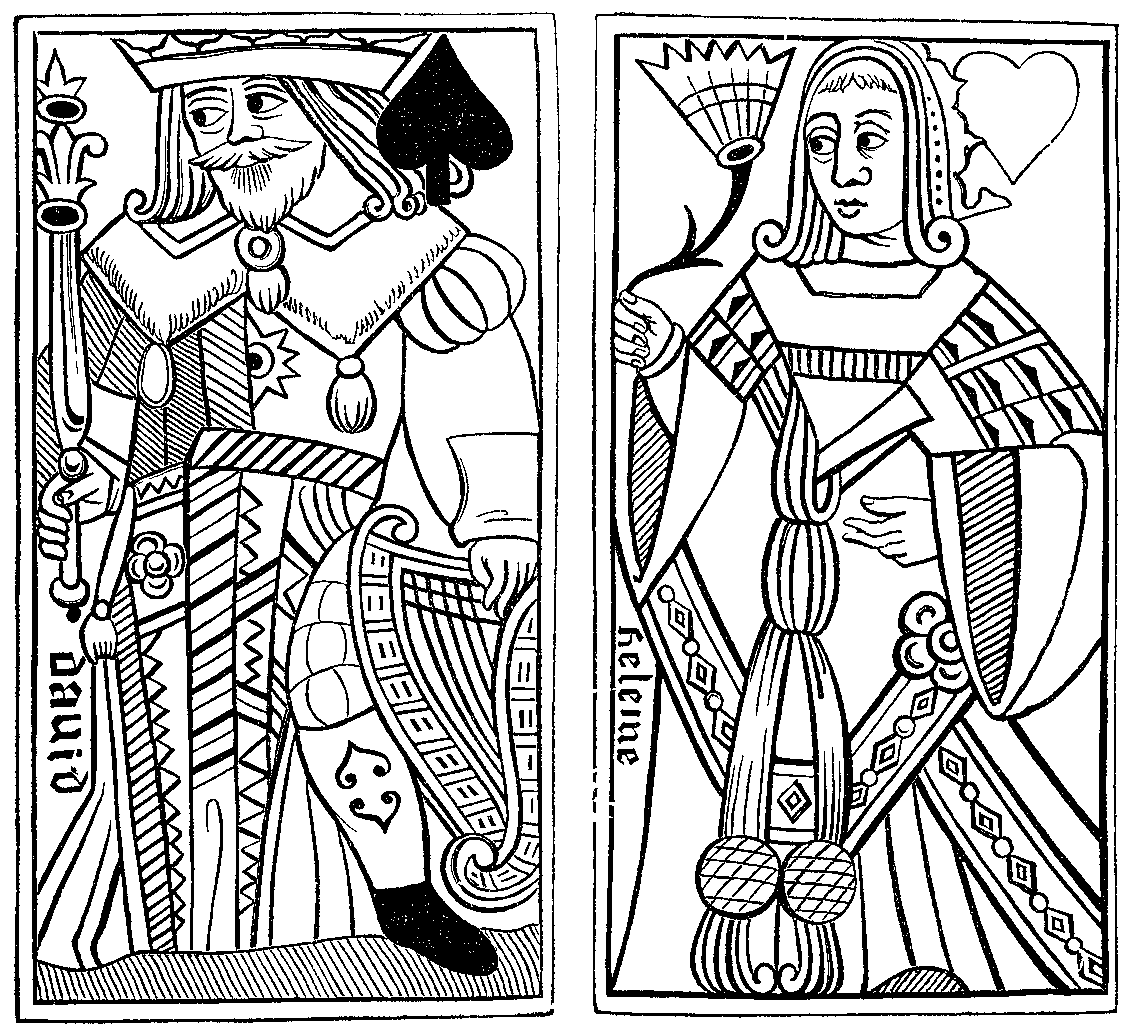
Roi de pique et dame de cœur, début du  XVIe siècle.
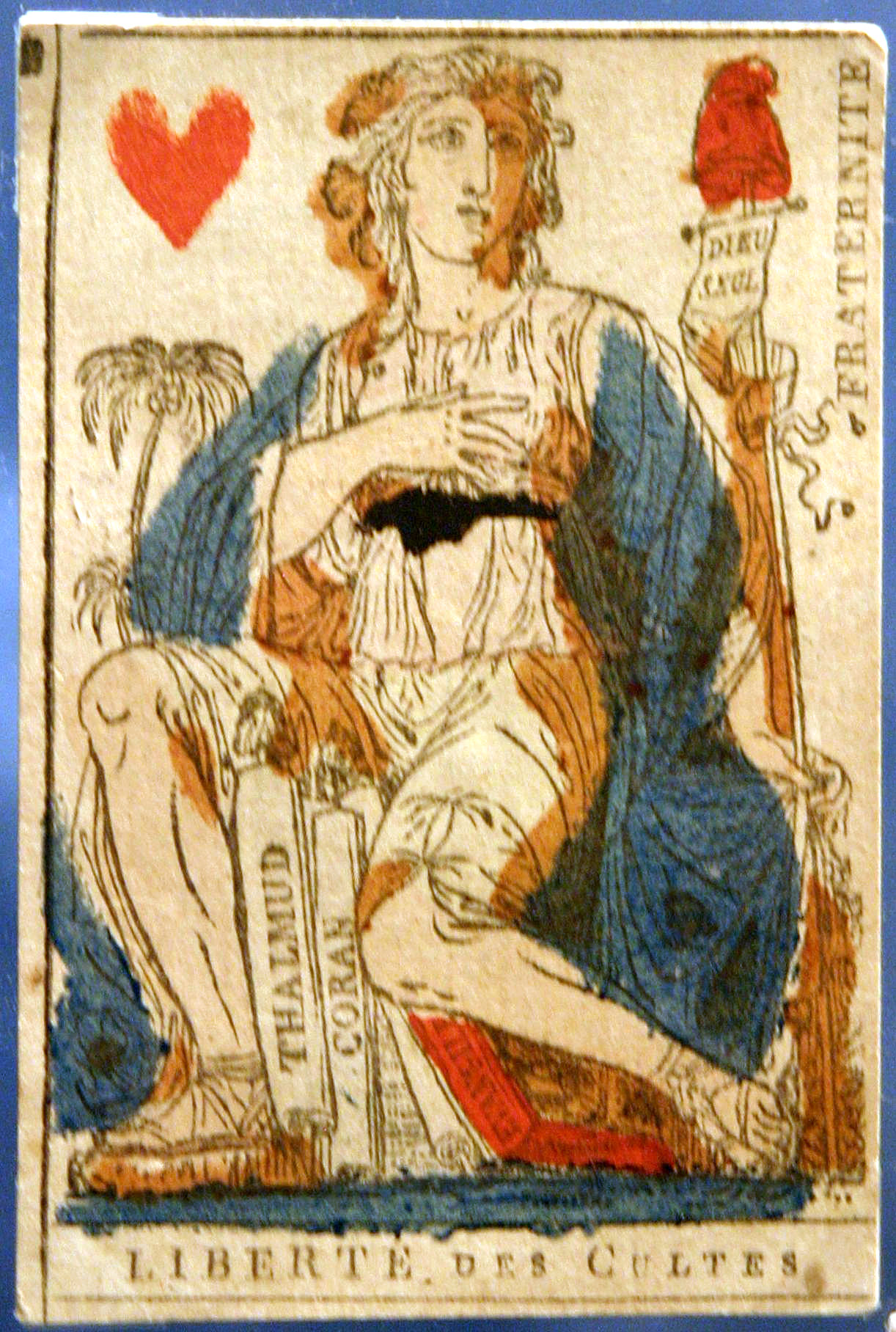
Carte appartenant à un jeu dessiné par Jacques-Louis David sous la Terreur ; l'ancienne dame de cœur personnifie ainsi la fraternité et la liberté de religion.

## Culture

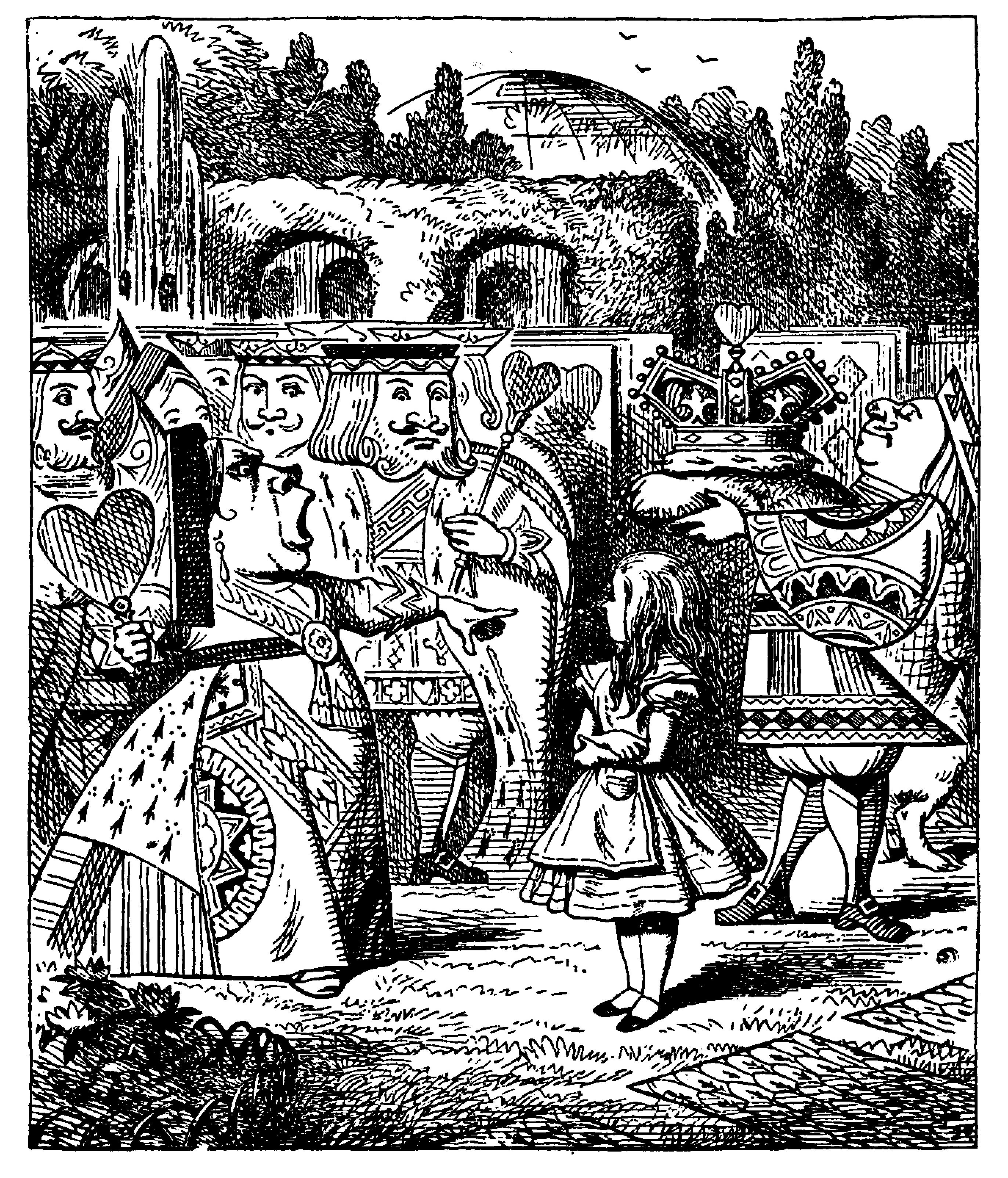
La dame de cœur dans Les Aventures d'Alice au pays des merveilles.

Le personnage tyrannique de la dame de cœur joue un rôle important dans le roman de Lewis Carroll, Les Aventures d'Alice au pays des merveilles.
Dans le dessin animé X-Men: Evolution, la dame de cœur est la carte préférée de Gambit (qui utilise un jeu de cartes pour canaliser ses pouvoirs), et il l'offre symboliquement à Malicia comme preuve d'amour.
La Dame de Cœur désigne également un spectacle sur la cathédrale Notre-Dame de Paris.

## Informatique
La dame de cœur fait l'objet d'un codage dédiée dans le standard Unicode : U+1F0BD, « 🂽 » (cartes à jouer) ; ce caractère sert également pour la dame de coupe.